# Fuerte Beauséjour
El Fuerte Beauséjour (en inglés y en francés: fort Beauséjour) (más tarde conocido como Fuerte Cumberland) fue construido por los franceses durante la Guerra del Padre Le Loutre de 1751 a 1755; y se encuentra en el Istmo de Chignecto en la actual Aulac, Nuevo Brunswick, Canadá. La propiedad es ahora un Sitio Histórico Nacional de Canadá conocido oficialmente como «Sitio Histórico Nacional Fuerte Beauséjour - Fuerte Cumberland».
Para mantener la ruta terrestre entre Louisbourg y Quebec, los franceses construyeron este fuerte y dos instalaciones de satélites: una en la actual Port Elgin, Nuevo Brunswick (Fort Gaspareaux) y la otra en la actual Saint John, en la misma provincia (Fort Menagoueche).
Fort Beauséjour es notable como el sitio de la Batalla de Fort Beauséjour, que fue a la vez el acto final de la larga lucha entre Gran Bretaña y Francia por el control de Acadia, y el inicio de la lucha final entre dos de los grandes imperios de América del Norte. 